# Barham and Woolley
Barham and Woolley è una parrocchia civile dell'Inghilterra, appartenente alla contea del Cambridgeshire.